# Блок Зага Маливук
Блок Зага Маливук, назван по народном хероју Заги Маливук, је један од стамбених блокова у београдском насељу Крњача, које се налази на територији општине Палилула.
Блок Зага Маливук је најисточнији део Крњаче, ограничен потоком „Каловита“, блоком Сава Ковачевић и каналом Себеш на североистоку, блоком Грга Андријановић и пругом Београд — Панчево на западу и блоком Браћа Марић, Панчевачким путем и насељем и мочваром Рева на југу.
То је највећи индустријски део у Крњачи, с обзиром да одавде почиње низ фабрика, хангара, складишта и радионица које се протежу ка Панчеву. Главни објетки су: агенције за приватизацију „Јанко Лисјак“ и „ИМК Београд“, ауто-делови „Прогрес“, штампарија Политике, итд.
У насељу се налази и Железничка станица „Крњача“.